# Maurice de Gandillac
Maurice de Gandillac (Koléa, 14 febbraio 1906 – Neuilly-sur-Seine, 20 aprile 2006) è stato uno storico della filosofia francese.
Professore della Sorbona dal 1945. Profondo studioso della tradizione neoplatonico-cristiana, pubblicò una versione francese delle opere dello Pseudo-Dionigi l'Aeropagita (1943) e opere su Plotino e Cusano.

## Biografia
Fu allievo di Sartre nelle classi preparatorie presso il Lycée Louis-le-Grand e l'Ecole Normale Superieure di Rue d'Ulm. Studente brillante, aveva professori eccellenti, tra i quali Georges Cantecor, che lo avviò alla conoscenza di Nietzsche in funzione antitomista, ed Etienne Gilson, a partire dal cui insegnamento intraprese uno studio approfondito di Niccolò Cusano (1421-1464), filosofo al quale de Gandillac dedica la sua tesi, nel 1941.
Professore di filosofia presso il Lycée Pasteur, poi alla Sorbona - 1945-1977 - fu un filosofo di grande apertura, influendo tra l'altro nell'elaborazione delle prime opere di Michel Foucault, di Jacques Derrida, oltre a Jean-François Lyotard, Louis Althusser e Gilles Deleuze, nel periodo in cui erano ancora studenti. Durante gli anni Cinquanta, nel corso della querelle egittologica sorta, in Francia, intorno alle nuove acquisizioni scientifiche di Schwaller de Lubicz, con la sua pubblicazione di Le Temple de l'Homme (1949), prese, assieme a Matila Ghyka, una netta posizione a favore del ricercatore alsaziano.
Maurice de Gandillac fu anche il primo traduttore francese di Walter Benjamin.
Nel giugno del 2005 ha pubblicato, con Jean Ricardou, un libro di poesie dal titolo Bestiaire latéral, nel quale presenta una serie di animali immaginari il cui nome è un anagramma ogni volta della parola "Bestiario".